# Stefán Jóhann Stefánsson
Stefán Jóhann Stefánsson (ur. 20 lipca 1894, zm. 20 października 1980) – islandzki prawnik i polityk, premier Islandii w okresie od 4 lutego 1947 do 6 grudnia 1949.
Po raz pierwszy do parlamentu został wybrany w 1934 roku, jednak w 1937 nie udało się ponownie dostać. W latach 1938–1952 sprawował funkcję szefa Partii Socjaldemokratycznej. W roku 1939 na dwa lata został ministrem opieki społecznej, od 18 listopada 1941 do 17 stycznia 1942 był natomiast ministrem spraw zagranicznych. Wrócił do Althingu na okres 1942–1953. W latach 1957–1965 był ambasadorem w Danii.